# Тэрада, Сюхэй
Сюхэй Тэрада (яп. 寺田 周平 Тэрада Сю:хэй, род. 23 июня 1975, Канагава) — японский футболист, защитник, и тренер. В настоящее время главный тренер клуба «Фукусима Юнайтед».

## Клубная карьера
На протяжении своей футбольной карьеры выступал за клуб «Кавасаки Фронтале».

## Карьера в сборной
С 2008 по 2009 год сыграл за национальную сборную Японии 6 матчей.

### Статистика за сборную
| Сборная Японии | Сборная Японии | Сборная Японии |
| Год            | Матчи          | Голы           |
| -------------- | -------------- | -------------- |
| 2008           | 4              | 0              |
| 2009           | 2              | 0              |
| Итого          | 6              | 0              |